# 七腳川事件
七腳川事件（南勢阿美語：U micidekay a demak nu Cikasuan），為台灣日治時期發生於花蓮港支廳的原住民阿美族七腳川社（今花蓮縣吉安鄉）與日本警察衝突事件。

## 背景

### 理番政策轉變
日本治理台灣原住民，原本沿用清朝以番治番手段，由警察指揮「隘勇線」將原住民地盤包圍後，就多方安撫。1898年至1904年間在臺東廳長相良長綱任內，對於太魯閣族的要求多所順從，反而給予他們獨立發展的空間。為了應付太魯閣族，臺東廳施行「以番制番」策略，扶植阿美族七腳川社來制衡太魯閣族:43,47。
日俄戰爭前，日方為開拓財源，欲積極開發樟腦等物資，大幅推進隘勇線，同時相良長綱去世，繼任者森尾茂助對原有的綏撫政策不滿，逐漸轉向以威壓為主要手段。森尾允許賀田組進入太魯閣山區開發樟腦，結果因為勞資糾紛，發生了威里事件。
明治四十年（1907年）新設花蓮港北方威里隘勇線，以防範太魯閣族南下遷移至木瓜溪流域尋找耕地，並利用南勢阿美七社防範太魯閣族群，當中又以七腳川社出勤人數最多，因此該社亦擁有奇萊平原為數最多的火藥，且該社拒絕接受日本政府權威，蔑視日軍討伐太魯閣群的能力，當時警察本署長兼番務課長大津麟平因此認為，理番之優先順序乃應先彈壓倨傲之平地原住民之見解，決定對七腳川社採滅族政策。

## 事件爆發
七腳川社人為日本政府長期看守隘勇線之薪資微薄，若不服規勸或被認定為工作怠惰，薪水往往遭扣押，而且薪資之發放係統籌交由頭目轉發，明治四十一年（1908年）12月原被派至居住地附近執勤之七腳川社之隘勇伍長芝魯霧甸等18人，因工作調動至遠方海岸之勤務，感到忿忿不平（薪資過少，且執勤地離居家過遠，影響家計頗大），認為日方勞役分配不均，且隘勇們沒有拿到薪資，向頭目索取，頭目表示警察未發，而向警察索取時，警察又表示已交由頭目，故認定頭目與警方苛刻他們，因而於該月13日相偕逃至山區。
隔日，又有4名七腳川社之隘勇逃走，並教唆木瓜群及巴托蘭群在威里及巴托蘭隘勇兩線一帶襲擊，造成一日本巡察死亡，十五日，七腳川派出所共有42人受到七腳川社人包圍，從花蓮港來救援之步兵擊退反抗者，成功突圍而返，本來只是少部份人的薪資問題，被日方認定為全社暴動，在此衝突中日方一軍官及士兵戰死。日方於十五日當晚發動軍事行動；十六日七腳川人紛紛撤退至木瓜山一帶，並破壞電信設備。而日方為確保其餘南勢五社確實順服，十七日命薄薄（南勢阿美語：Pukpuk）、飽干（南勢阿美語：Cipawkan）、里漏（南勢阿美語：Lidaw）、屘屘（南勢阿美語：Cibarbaran）、荳蘭（南勢阿美語：Natawran）等五社奪取七腳川社之糧食，協助燒毀家具，從二十一日軍隊和警察隊一起向木瓜山（鯉魚山）掃蕩，原住民因為糧食漸次缺乏，於是請求歸順。
至明治四十二年（1909年）3月，計有1,322人歸順，部分歸順者被移到大埔尾（今臺東鹿野一帶）安居，也有部分被分在其餘南勢五社。七腳川社被遷移至今日之花蓮池南、月眉、溪口及臺東縣海端，稱為七腳川新社，而歸順後逃走及不肯投降者，越過木瓜溪於鯉魚尾一代活動，這些人直到大正三年（1914年）六月討伐太魯閣族時，才被收繳槍支及歸順，計鎗器125挺、彈藥194發，七腳川事件亦在此結束。
吉安鄉公所為紀念這段原住民英勇抗日的歷史，在七腳川溪上游的大山橋頭設置紀念碑。

## 結果與影響
七腳川社的土地被沒收，後來即變成日本移民村吉野村的土地來源。